# Летениці
'Летениці (словен. Letenice) — поселення в общині Крань, Горенський регіон, Словенія. Висота над рівнем моря: 435,8 м.